# Acoelodus
Acoelodus es un género extinto de mamíferos placentarios del orden Notoungulata), endémicos de América del Sur. El género fue descrito por el paleontólogo argentino Florentino Ameghino en 1897. Sus restos se han hallado en localidades de la Edad Mamífero Casamayoranse, en la Patagonia Argentina.